# Revista Cinêlandia
Revista Cinelândia foi uma revista brasileira especializada em cinema, publicada entre 1952 e 1967 pela Rio Gráfica e Editora (RGE), parte do Grupo Globo. Seu conteúdo mesclava jornalismo cultural e entretenimento, com foco na divulgação do cinema brasileiro e hollywoodiano.

## História
Lançada em maio de 1952, a Cinelândia surgiu em um contexto de fortalecimento do cinema nacional, com destaque para produções da Atlântida Cinematográfica. A revista foi inicialmente mensal, passou a ser quinzenal entre 1953 e 1964, e retornou ao formato mensal até sua última edição, em outubro de 1967 (nº 326), já com o título Cine TVlândia.
Inspirada em revistas norte-americanas como a Photoplay, a publicação buscava aproximar o glamour do cinema de um público mais amplo, sendo considerada sucessora de títulos como A Cena Muda e Cinearte, porém com apelo mais comercial.

## Conteúdo
Cada edição da Cinelândia contava com cerca de 80 a 84 páginas, impressas em preto e branco e cores. Dentre os destaques editoriais estavam:
- Entrevistas e perfis de celebridades internacionais como Elizabeth Taylor, Marilyn Monroe, Gina Lollobrigida, Charlton Heston e Sandra Dee;
- Reportagens ilustradas com cenas de filmes;
- Cobertura do cinema brasileiro, especialmente da Atlântida, com artistas como Eliane Lage, Anselmo Duarte e Odete Lara;
- Críticas leves, de tom apaixonado, exaltando entretenimento e romance;
- Colunas fixas como "Estrelas em Foco", "Flashs de Hollywood" e “Cinema Brasileiro”;
- Seção de cartas dos leitores, com forte presença de fãs, especialmente do público feminino;
- Palavras cruzadas, aniversários de artistas, moda e trilhas sonoras.

O estilo editorial da revista era sentimental e romântico, exaltando dramas pessoais e o ideal de glamour das celebridades, mesclando cultura pop com valores tradicionais como família e esforço pessoal.

## Importância cultural
Cinelândia foi uma das principais responsáveis pela consolidação do star system brasileiro. Atuou como elo entre o público e a indústria cinematográfica, num momento em que o acesso à cultura audiovisual era limitado às salas de cinema e revistas especializadas.
Ao lado de publicações como Filmelândia, Cinearte e A Cena Muda, formou um ecossistema essencial para a formação da cultura cinematográfica urbana nas décadas de 1950 e 1960 no Brasil.

## Últimos anos e encerramento
A revista Cinelândia enfrentou um progressivo declínio ao longo da década de 1960, reflexo das transformações no panorama cultural e midiático brasileiro. A popularização da televisão no país alterou significativamente os hábitos de consumo de entretenimento, contribuindo para a redução do público leitor da revista. Paralelamente, o jornalismo cultural passava por um processo de renovação editorial, com o surgimento de publicações mais politizadas ou voltadas a novas linguagens cinematográficas, como o Cinema Novo, o que tornou o enfoque tradicional de Cinelândia — centrado no star system hollywoodiano e em uma abordagem mais sensacionalista — cada vez mais anacrônico.
A revista também enfrentou dificuldades financeiras e uma queda na qualidade editorial e gráfica, o que se refletiu em uma redução na periodicidade de publicação. Suas edições tornaram-se esporádicas e com tiragem limitada, sem investimentos significativos em renovação de conteúdo.
Embora não haja um número final declarado oficialmente como a última edição, estima-se que a publicação tenha sido encerrada por volta de 1973. O fim da revista ocorreu de forma discreta, sem um editorial de despedida ou anúncio formal, marcando o término de uma das revistas de cinema mais populares do Brasil do século XX.

## Características editoriais
- Editora: Rio Gráfica e Editora Ltda. (RGE)
- Diretor: Roberto Marinho
- Secretário: Djalma Sampaio
- Gerente: Rubens de Oliveira
- Local: Rio de Janeiro
- Número total de edições: 326
- Distribuição: Nacional
- Formato médio: 27,7 × 21,3 cm

## Acervo e preservação
Diversos acervos preservam edições da revista:
- Biblioteca Nacional Digital: edições digitalizadas de 1953 a 1967;
- Espaço Força e Luz – Acervo EFL Cultural (RS): cópias físicas de edições especiais;
- Cinemateca Paulo Amorim e hemerotecas estaduais;
- Colecionadores particulares e sebos online.

## Legado
A Cinelândia é considerada um marco da imprensa cinematográfica brasileira no século XX. Refletia tanto os valores do cinema comercial quanto os bastidores do cinema nacional emergente. Equilibrava informação, emoção e entretenimento, aproximando o público brasileiro do universo de estrelas internacionais e nacionais.